# Seamus Blake
Seamus Blake (Londra, 8 dicembre 1970) è un sassofonista e compositore canadese di musica jazz.

## Biografia
Nato a Londra, Seamus Blake è cresciuto a Vancouver, in Canada. Si avvicina alla musica all'età di sette anni suonando il violino, ma a quindici lo abbandona in favore del sassofono. Frequenta il Berklee College of Music di Boston, dove incontra molti musicisti che diventeranno suoi collaboratori. Tra questi: Chris Cheek, Kurt Rosenwinkel, Mark Turner, Jorge Rossy, Guillermo Klein e Scott Kinsey. Mentre ancora frequenta il college, il batterista Victor Lewis lo chiama a registrare con la sua band a New York: è la prima esperienza in studio di Blake e segna l'inizio della sua carriera professionale.
Completati gli studi, si trasferisce a New York, dove si afferma rapidamente sulla scena musicale, diventando un sideman richiesto. Tra le varie collaborazioni del primo periodo, le più significative sono quelle con John Scofield, Mark Turner e la Mingus Big Band.
Il suo debutto come leader arriva nel 1993 per Criss Cross Records con il disco The Call, inciso in quintetto con Kurt Rosenwinkel, Kevin Hays, Larry Grenadier e Bill Stewart. Si tratta di un album acustico, di estetica post-bop, in cui Blake dimostra di aver già sviluppato una propria voce sul sax tenore. Il disco successivo, The Bloomdaddies, è nettamente meno tradizionale, con evidenti influenze funk e rock. L'organico vede due sassofoni tenori (Blake e Chris Cheek) arricchiti dall'elettronica, basso elettrico e batteria. Blake continua a portare avanti in parallelo entrambe le direzioni stilistiche: il successivo Four Track Mind torna all'estetica post-bop dell'esordio, mentre Stranger Things Have Happened, pur meno sperimentale rispetto a The Bloomdaddies, ne richiama le sonorità moderne. La traccia Northen Light, da Stranger Things Have Happened, è la prima registrazione in cui Blake appare con il ruolo di cantante (seppure questo non venga specificato nelle note di copertina del disco).
La formazione di The Bloomdaddies diventa un progetto stabile, che porta alla realizzazione di altri due album: Racer X (1998) e Mosh for Lovers (2002). È stato paragonato dalla critica a una rock band, in cui i due sassofoni vengono utilizzati come chitarre elettriche.
Nel 2002, Seamus Blake si aggiudica il primo posto al Concorso Internazionale Thelonious Monk, dedicato quell'anno al sassofono.
Nel 2011, la pubblicazione del disco Introducing Opus 5 segna la nascita di un nuovo progetto. Si tratta di un supergruppo formato da musicisti interni all'etichetta Criss Cross: oltre a Seamus Blake, il trombettista Alex Sipiagin, il pianista David Kikoski, il bassista Boris Kozlov e il batterista Donald Edwards. Tutti e cinque avevano già suonato insieme nella Mingus Big Band, e il gruppo Opus 5 nasce proprio dall'idea di Blake e Sipiagin di creare una nuova formazione con cui suonare le musiche originali (quindi non di Mingus) nel repertorio della big band. Al debutto fanno seguito altri quattro album (l'ultimo è Swing on This, del 2022).
Il 2015 è l'anno dell'eclettico Superconductor, che vede tra gli altri la partecipazione di John Scofield e Gonzalo Rubalcaba. Per la prima volta compaiono in un disco di Blake alcuni brani orchestrali, con arrangiamenti per legni e archi di Guillermo Klein. I restanti pezzi si rifanno invece allo stile jazz-rock elettronico ormai collaudato dal sassofonista, che tuttavia introduce come novità l'utilizzo dell'EWI.
Tra il 2022 e il 2023, Seamus Blake è nella band Roger Waters per il tour This Is Not a Drill.

## Stile musicale
Seamus Blake è riconosciuto dalla critica come uno dei sassofonisti più importanti della sua generazione. Una caratteristica distintiva della sua tecnica sul tenore è la facilità con cui si muove nei registri estremi, mantenendo sia nei sovracuti che nelle note più gravi una notevole agilità ed espressività. Di conseguenza, il fraseggio di Blake si muove con grande libertà su tutta l'estensione dello strumento.

## Discografia

### Artista principale
- 1994 - Seamus Blake Quintet, The Call (Criss Cross Jazz, Criss 1088 CD)
- 1996 - Seamus Blake, The Bloomdaddies (Criss Cross Jazz, Criss 1110 CD)
- 1997 - Seamus Blake Quintet/Sextet, Four Track Mind (Criss Cross Jazz, Criss 1126 CD)
- 1998 - The Bloomdaddies, Racer X (autoprodotto)
- 1999 - Seamus Blake, Stranger Things Have Happened (Fresh Sound New Talent, FSNT 063)
- 2000 - Seamus Blake/Marc Miralta Trio, Sun Sol (Fresh Sound New Talent, FSNT 087)
- 2000 - Seamus Blake, Echonomics (Criss Cross Jazz, Criss 1197 CD)
- 2001 - Seamus Blake + Daniel Thouin Trio, Live au Cabaret (Effendi Records, FND017)
- 2002 - The Bloomdaddies, Mosh for Lovers (Fresh Sound New Talent, FSNT 131 CD)
- 2004 - Sangha Quartet, Fear of Roaming (Fresh Sound New Talent, FSNT 189)
- 2007 - Seamus Blake, Way Out Willy (Criss Cross Jazz, Criss 1288 CD)
- 2008 - Seamus Blake Quartet, Live in Italy (Jazz Eyes, 005)
- 2009 - Seamus Blake, Bellwether (Criss Cross Jazz, Criss 1317 CD)
- 2010 - BANN, As You Like (Jazz Eyes, 010)
- 2010 - Seamus Blake Quintet, Live at Smalls (Smalls Live, SL0008)
- 2013 - Seamus Blake, Chris Cheek, Reeds Ramble (Criss Cross Jazz, Criss 1364 CD)
- 2015 - Seamus Blake, Superconductor (5Passion, 5P-055)
- 2016 - Seamus Blake & Chris Cheek with Reeds Ramble, Let's Call The Whole Thing Off (Criss Cross Jazz 1388 CD)
- 2019 - Seamus Blake, Guardian of the Heart Machine (Whirlwind Records, WR4735)
- 2022 - Seamus Blake, New York Factor Vol 1 (autoprodotto)
- 2022 - Seamus Blake, Moosejaww (autoprodotto)
- 2024 - Seamus Blake, Alessandro Lanzoni, From Angels (autoprodotto)

### Con gli Opus 5
- 2011 - Opus 5, Introducing Opus 5 (Criss Cross Jazz, Criss 1339 CD)
- 2012 - Opus 5, Pentasonic (Criss Cross Jazz, Criss 1351 CD)
- 2014 - Opus 5, Progression (Criss Cross Jazz, Criss 1369 CD)
- 2015 - Opus 5, Tickle (Criss Cross Jazz, Criss 1383 CD)
- 2022 - Opus 5, Swing on This (Criss Cross Jazz, Criss 1406 CD)

### Collaborazioni
- 1992 - Victor Lewis, Know it Today, Know it Tomorrow (Red)
- 1992 - Franco Ambrosetti, Live at the Blue Note (Enja)
- 1994 - Billy Drummond, The Gift (Criss Cross Jazz 1083 CD)
- 1994 - Mark Turner, Yam Yam (Criss Cross Jazz 1094 CD)
- 1994 - Kevin Hays, Seventh Sense (Blue Note Records)
- 1994 - John Stetch, Carpathian Blues (Terra Nova)
- 1995 - Darrell Grant, The New Bop (Criss Cross Jazz 1106 CD)
- 1995 - Kevin Hays, Go Round (Blue Note Records)
- 1996 - George Gruntz, Sins 'n Wins 'n Funs (TCB)
- 1997 - Victor Lewis, Eeeyyess!!! (Enja)
- 1997 - Dennis Brennan, Iodine in the Wine (Upstart)
- 1997 - Owen Howard, Pentagon (Koch International)
- 1997 - Bill Stewart, Telepathy (Blue Note Records)
- 1998 - Mingus Big Band, Que Viva Mingus (Drefus)
- 1998 - Ken Schaphorst Big Band, Purple (Naxos)
- 1999 - Mingus Big Band, Blues and Politics (Drefus)
- 1999 - Brad Turner, Live at the Cellar featuring Seamus Blake (Maximum Jazz Label)
- 1999 - Dave Kikoski, The Maze (Criss Cross Jazz 1168 CD)
- 2000 - Conrad Herwig, Unseen Universe (Criss Cross Jazz 1194 CD)
- 2001 - Wycliffe Gordon, United Soul Experience (Criss Cross Jazz 1224 CD)
- 2001 - David Kikoski, Combinations (Criss Cross Jazz 1226 CD)
- 2002 - Wycliffe Gordon, Dig This! (Criss Cross Jazz 1238 CD)
- 2002 - David Kikoski, The 5 (DIW)
- 2002 - Various Artists, Sax Summit (CBC Enterprises)
- 2002 - Mike Pope, The Lay of the Land (Whaling City Sound)
- 2002 - Ingrid Jensen, Now as Then (Justin in Time)
- 2002 - Alex Sipiagin, Mirrors (Criss Cross Jazz 1236 CD)
- 2002 - Jesse Van Ruller, Circles (Criss Cross Jazz 1235 CD)
- 2003 - Dave Douglas, Freak In (Blue Bird)
- 2003 - Mudville, The Glory of Man is Not in Vain (Slurry)
- 2003 - Monday Michiru, Episodes in Color (Japanese Import)
- 2003 - Wycliffe Gordon, Dig This! (Criss Cross)
- 2004 - Conrad Herwig, Obligation (Criss Cross Jazz 1268 CD)
- 2004 - Manuel Valera, Melacolia (Mavo Records)
- 2004 - Manuel Valera, Forma Nueva (Mavo Records)
- 2004 - Brazilian Girls, Lazy Lover (Verve)
- 2004 - Johannes Wallman, Alphabeticity (Mooseworks)
- 2005 - Mingus Big Band, I am Three (Drefus)
- 2005 - Dave Allen, Untold Stories (Fresh Sound New Talent)
- 2005 - Lea Delaria, Double Standards (Out Front)
- 2005 - Brazilian Girls, Brazilian Girls (Verve)
- 2006 - Jesse van Ruller, Views (Criss Cross Jazz 1273 CD)
- 2006 - Mingus Big Band, Live in Tokyo (Drefus)
- 2006 - Erin Bode, Over and Over (Max Jazz)
- 2006 - Denzel Sinclair, My One and Only Love (Verve)
- 2007 - Dave Allen, Real and Imagined (Fresh Sound New Talent)
- 2007 - Josh Nelson, Let it Go (Native Language Music)
- 2007 - Kendrick Scott, Oracle The Source (World Culture Music)
- 2007 - Jillian Lebeck, Songs and Melodies (Terra Nova)
- 2007 - Sara Gazarek, Return to You (Native Language Music)
- 2007 - Matt Penman, Catch of the Day (Fresh Sound New Talent)
- 2008 - Sam Yahel, Jazz Side of the Moon (Chesky)
- 2008 - Joel Haynes, Transitions (Cellar Live)
- 2008 - Taj Wilkenfeld, Transformations (Abstract Logix)
- 2009 - Alex Sipiagin, Mirages (Criss Cross Jazz 1311 CD)
- 2009 - Danny Grissett, Form (Criss Cross Jazz 1315 CD)
- 2014 - Misha Tsiganov, The Artistry Of The Standard (Criss Cross Jazz 1367 CD)
- 2016 - Misha Tsiganov, Spring Feelings (Criss Cross Jazz 1384 CD)
- 2018 - Misha Tsiganov, Playing With The Wind (Criss Cross Jazz 1401 CD)
- 2022 - Misha Tsiganov, Misha's Wishes (Criss Cross Jazz 1409 CD)